# 医薬品開発業務受託機関
医薬品開発業務受託機関（いやくひんかいはつぎょうむじゅたくきかん）とは、製薬会社や食品会社、バイオ企業等の研究を外部機関として手助ける、一種のサービス業の形態である。CRO(Contract Research Organization、またはClinical Research Organization)と呼ばれることもある。
CROは、企業が新薬をFDA等に認可申請する際や、新しい栄養素を特定保健用食品として認可申請する際に必要な第三者機関としての役割を果たす。また、販売促進用の論文やデータを作成する際にもCROに委託することが多い。臨床試験（ヒト試験）を行う際の、被験者募集機関や被験者とのクッションの役割や、企業が試験を依頼した医療機関等の監視（モニタリング）等も、CROが行なう場合が多い。企業が、自社に存在しない特化した専門分野の解析を依頼することもある。シェアが圧倒的に大きいのは医薬品だが、食品、化粧品、医療機器から放射能分析、動物実験等、様々な分野が存在する。CROは国際的な大きな団体から、専門分野に特化した小さな団体まで様々な大きさで存在する。
アメリカのthe U.S. Food and Drug Administration regulationsの作成したCode of Federal Regulations (CFR)では、CROは「人、又は団体とする」と記載されている。
また、CFRでは、実験の計画、被験者の選択とモニタリング、論文の評価、及び行政に提出する資料の準備がCROの義務であるとされている。

## 歴史
CROの台頭は1990年代頃、製薬業界が拡大したことによる業務の複雑化、競争の激化に伴い始まった。

## CROに業務を依頼する依頼者側のメリット
- 他国での臨床試験の制限に関する知識等
- 臨床試験の複雑化
- 医療や栄養に関する専門知識の需要
- 増加し続ける臨床試験のデータの量
- 複数の国家や複数の施設で行なわれる試験の多い現状への対策
- 膨大な被験者数が必要な場合
- 自社にない機器を使用する研究

## 主な業務の依頼者
CROへ委託する企業は、主に製薬会社、バイオテクノロジー企業、食品会社、医療機器開発企業、行政機関、研究機関、大学等である。